# Vass Ferenc
Vass Ferenc (Kiskunfélegyháza, 1947. szeptember 9. – 2015. december 29. előtt) labdarúgó, csatár.

## Pályafutása
Kiskunfélegyházán kézilabdával kezdte a sportolást, de egy sérülés miatt a labdarúgásra váltott. Első klubja a Kiskunfélegyházi Vasutas volt, innen a helyi Vasas csapatához került, ahol két idény alatt a megyei első osztályból az NB II-ig jutottak. Ekkor, 1967 januárjában igazolta le a Szegedi EAC. Az élvonalban 1967. március 5-én mutatkozott be a Haladás ellen, ahol 0–0-s döntetlen született. 1967–1977 között 197 bajnoki mérkőzésen 43 gólt szerzett. 1977-ben visszavonult és mint ügyvéd tevékenykedett Szegeden 32 éven át.